# Club de Rugby Sant Cugat
El Club de Rugby Sant Cugat es un club de rugby catalán de la ciudad de San Cugat del Vallés (Barcelona) España. Fundado en 1987 por un grupo de estudiantes procedentes de la facultad de empresariales de Sabadell. Se constituyó como asociación deportiva el 20 de septiembre de 1992 y se consolidó en 1995 con la creación de la escuela de rugby, teniendo como campo de juego un terreno adyacente al Junior FC que se inauguró en 1997.
En enero de 2004 trasladó su actividad a la zona deportiva municipal la Guinardera, con un campo de césped artificial que se inauguró en mayo de 2004 y con las instalaciones que lo hicieron ser oficialmente el 2 de octubre de 2005. En 2012 se inauguró el campo principal de rugby también de césped artificial.
En 2012, presidiendo el club Joan Pradas, el primer equipo sénior consiguió por primera vez el ascenso a la División de honor B, la segunda categoría estatal y en el 2013 jugó por la promoción de ascenso a la máxima categoría de la liga española de rugby.
En 2012 el equipo juvenil ganó el campeonato de España. Y en 2016 y 2017 completando el bicampeonato el sub-16 ganó el campeonato de España por segunda vez consecutiva. El cadete fue campeón de Cataluña y medalla de bronce en el Campeonato de España de Clubs. El equipo infantil fue subcampeón de Cataluña y sexto en el estatal. El alevín fue campeón de España y el benjamín tercero en la competición estatal.
El primer equipo sénior juega actualmente en la División de Honor B, la segunda división del sistema de ligas de España, clasificando en las dos últimas campañas a la División de Honor B Grupo Élite. En la temporada 2022-2023, alcanzan los play-off de ascenso a División de Honor A, cayendo contra Alcobendas Rugby en una eliminatoria de ida y vuelta.
El equipo femenino se proclamó durante dos años seguidos segundas de Cataluña. Actualmente juegan en División de Honor A.

## Equipos

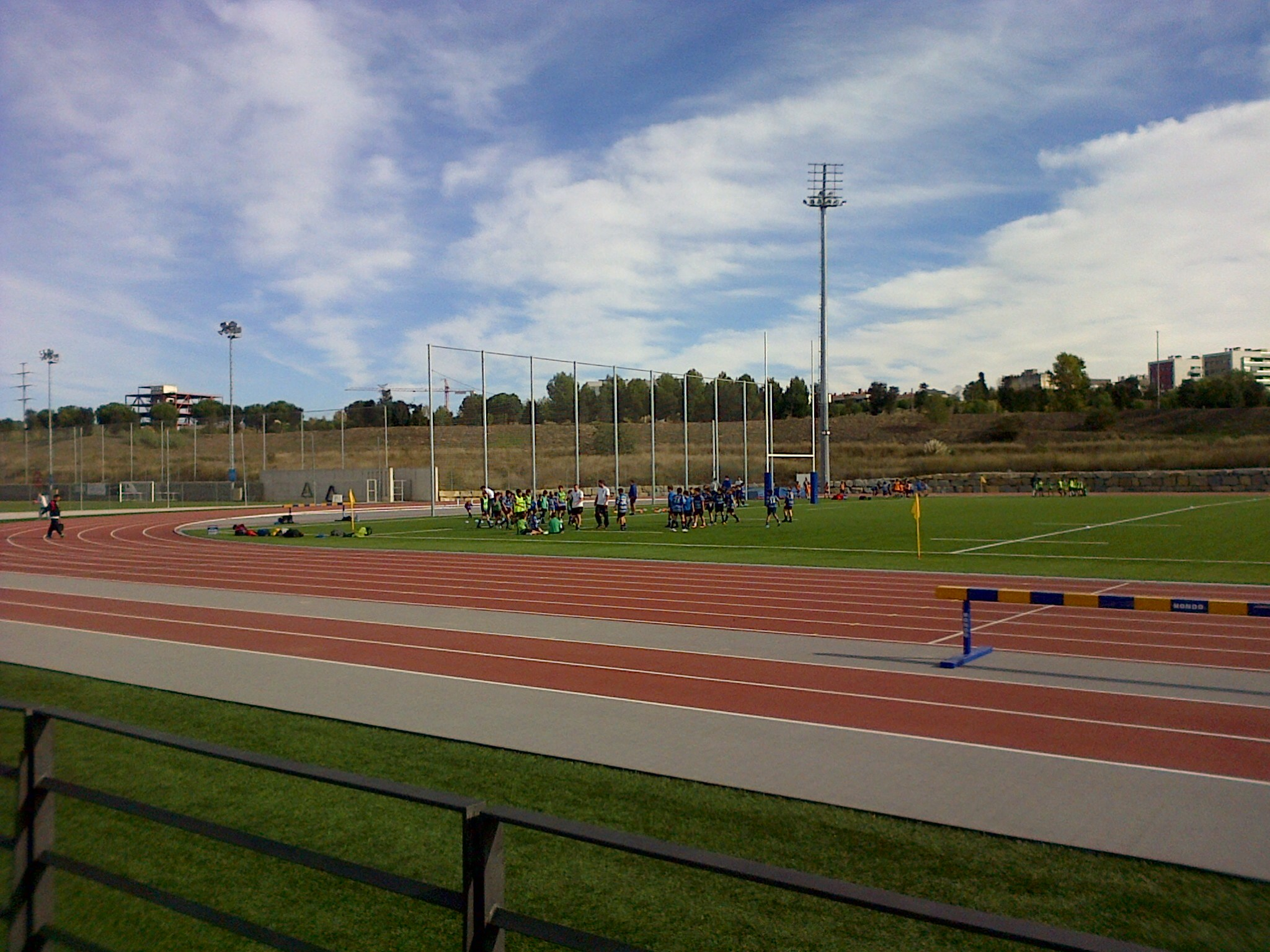
Zona deportiva municipal la Guinardera, donde se realiza toda la actividad del Club de Rugby Sant Cugat

En la temporada 2013-2014 el club cuenta con 20 equipos en competición: un equipo sub-6, dos equipos sub-8, tres sub-10, dos sub-12, dos sub-14, dos sub-16, dos sub-18, dos séniors masculinos, un sénior femenino y un equipo de veteranos, el XV Matusalem Rugby Sant Cugat. También hay dos equipos sociales, uno formado por entrenadores y padres de la escuela, el Barbarians y otro de touch, las Pink Panthers. En total más de 500 licencias de jugadores. Todo un récord para este club catalán que ya celebró en el 25 aniversario de su fundación.

### Temporada 2024-2025
| Equipo    | Nombre                     | Número de equipos |
| --------- | -------------------------- | ----------------- |
| Sénior    | Sénior masculino A y B     | 2                 |
| Sénior    | Sénior masculino M23       | 1                 |
| Sénior    | Sénior femenino            | 1                 |
| Juvenil   | Sub-18                     | 2                 |
| Cadete    | Sub-16                     | 3                 |
| Infantil  | Sub-14                     | 2                 |
| Escuela   | Sub-12                     | 2                 |
| Escuela   | Sub-10                     | 3                 |
| Escuela   | Sub-8                      | 2                 |
| Escuela   | Sub-6                      | 1                 |
| Veteranos | XV Matusalem               | 1                 |
| Social    | Barbarians i Pink Panthers | 2                 |